# جوزف هانری بلک‌برن
جوزف هنری بلکبرن (۱۰ دسامبر ۱۸۴۱ در منچستر، ۱ سپتامبر ۱۹۲۴ در لندن)، با نام مستعار «مرگ سیاه Black Death» شطرنج باز اهل انگلیس بود که در بخش دوم قرن نوزدهم شطرنج بریتانیا را تحت سلطه قرار داد.

در فرهنگ نامهٔ گشایش (شطرنج)، گامبی بلکبرن نامی برگرفته از این بازیکن در شروع بازی ایتالیایی Giuoco Piano است.

در آموزش شطرنج در بخش بازی‌های کوتاه یک نوع بازی به نام مات بلکبرن وجود دارد.

## گامبی بلکبرن

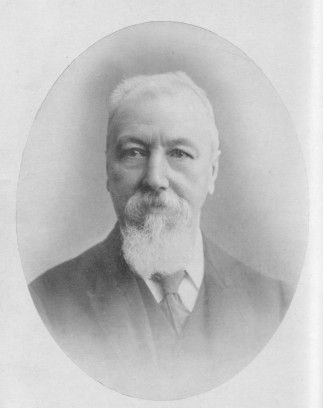
بلک‌برن

گامبی بلکبرن نام گشایشی در شطرنج است که از نام جوزف هانری بلک‌برن گرفته شده و از زیر شاخه‌های بازی ایتالیایی است. عنوان این گشایش در دانشنامه گشایش‌های شطرنج Encyclopedia of Chess Openings با C50 نمایش داده می‌شود. سه حرکت نخست این گشایش :
1. e4 e5
2. Nf3 Nc6
3. Bc4 Nd4?!

## مات بلکبرن
بازیکن سفید بدون توجه به تهدیدهای خطرناک وزیر (شطرنج) و اسب (شطرنج) سیاه، شروع به حملهٔ زود هنگام می‌کند و با کیش اسب سیاه، مات می‌شود!
1.e4 e5

2.Nf3 Nc6

3.Bc4 Nd4 ?!

4.N*e5 ? Qg5!
5.N*f7 ? Q*g2
6.Rf1 Q*e4+
7.Be2 Nf3+#